# 4 de outubro
4 de outubro é o 277.º dia do ano no calendário gregoriano (278.º em anos bissextos). Faltam 88 dias para acabar o ano.

## Eventos históricos

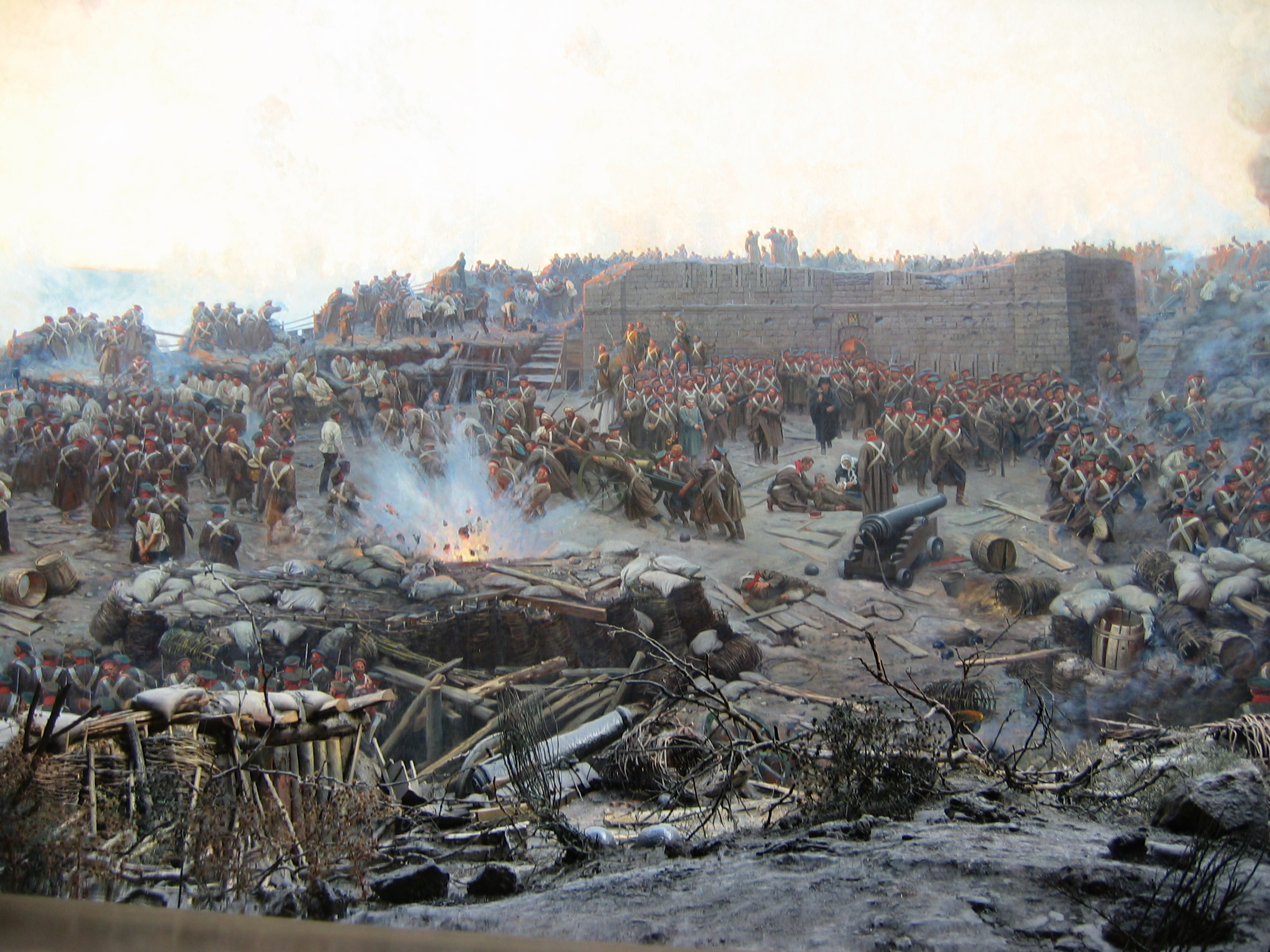
1853: Guerra da Crimeia

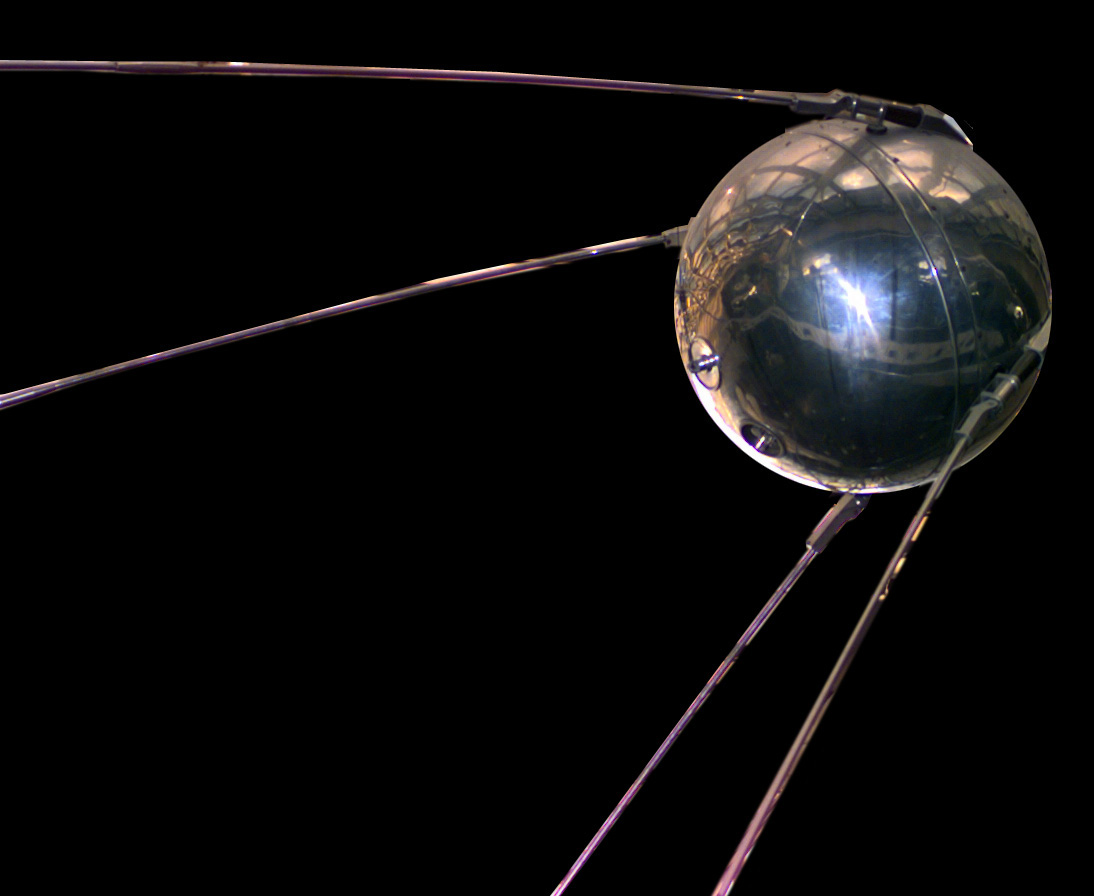
1957: O Sputnik 1

- 23 d.C. - Rebeldes saqueiam a capital chinesa Chang'an durante uma rebelião camponesa.
- 1209 — Otão IV é coroado Imperador do Sacro Império Romano pelo Papa Inocêncio III
- 1227 — Assassinato do califa Abu Maomé Aladil de Marrocos.
- 1302 — A guerra bizantino-veneziana chega ao fim.
- 1363 — Batalha do Lago Poyang: em uma das maiores batalhas navais da história, os rebeldes de Zhu Yuanzhang derrotam o rival Chen Youliang.
- 1511 — Formação da Santa Liga de Aragão, Estados Papais e Veneza contra a França.
- 1535 — A Bíblia de Coverdale é impressa, com traduções para o inglês por William Tyndale e Myles Coverdale.
- 1582 — O calendário gregoriano é introduzido pelo Papa Gregório XIII.
- 1602 — Guerra dos Oitenta Anos e Guerra Anglo-Espanhola: uma frota de galés espanholas é derrotada por galeões ingleses e holandeses no Canal da Mancha.
- 1636 — Guerra dos Trinta Anos: o Exército Sueco derrota os exércitos da Saxônia e do Sacro Império Romano na Batalha de Wittstock.
- 1693 — Guerra dos Nove Anos: as tropas piemontesas são derrotadas pelos franceses.
- 1777 — Guerra Revolucionária Americana: tropas sob o comando de George Washington são repelidas por tropas britânicas sob a liderança de William Howe.
- 1795 — Napoleão se destaca pela supressão de manifestantes contrarrevolucionários que ameaçam a Convenção Nacional.
- 1824 — O México adota uma nova constituição e se torna uma república federal.
- 1830 — A Revolução Belga toma forma legal quando o governo provisório se separa do Reino Unido dos Países Baixos.
- 1852 — Após 18 meses presos e acusados de alta traição com base em documentos falsos, começa em Colônia o julgamento dos 11 membros da Liga dos Comunistas que participaram das revoluções de 1848 nos Estados alemães.
- 1853 — A Guerra da Crimeia começa quando o Império Otomano declara guerra ao Império Russo.
- 1883 — Primeira viagem do Expresso do Oriente.
- 1910 — Início da revolução republicana em Portugal depõe o rei D. Manuel II.
- 1917 — Primeira Guerra Mundial: a Batalha de Broodseinde é travada entre os exércitos britânico e alemão na Flandres.
- 1925
  - Grande Revolta Síria: Rebeldes liderados por Fawzi al-Qawuqji capturaram Hama do Mandato Francês da Síria.
  - S2, um torpedeiro finlandês da classe Sokol, afunda durante uma forte tempestade perto da costa de Pori, no Golfo de Bótnia, levando consigo toda a tripulação de 53 pessoas.[1]
- 1927 — Gutzon Borglum começa a esculpir o Monte Rushmore.
- 1936 — A União Britânica de Fascistas e várias organizações antifascistas se enfrentam violentamente na Batalha de Cable Street.
- 1942 — O Cruzeiro é instituído por Getúlio Vargas como a moeda oficial do Brasil.
- 1957 — O Sputnik 1 se torna o primeiro satélite artificial a orbitar a Terra.
- 1958 — A atual constituição da França é adotada.
- 1960 — Um avião cai ao decolar do Aeroporto Internacional Logan, em Boston, matando 62 pessoas.
- 1963 — O furacão Flora mata mais de 7 000 pessoas em Cuba e no Haiti.
- 1966 — Basutolândia torna-se independente do Reino Unido e é renomeada Lesoto.
- 1967 — Omar Ali Saifuddien III de Brunei abdica em favor de seu filho.
- 1983 — Richard Noble estabelece um novo recorde de velocidade terrestre de 1 019,468 km/h no deserto de Black Rock, em Nevada.
- 1985 — Fundação da Free Software Foundation.
- 1991 — O Protocolo de Proteção Ambiental do Tratado da Antártica é aberto para assinatura.
- 1992
  - Os Acordos Gerais de Paz de Roma encerram uma guerra civil de 16 anos em Moçambique.
  - O voo El Al 1862 colide com dois prédios de apartamentos em Amsterdã, matando 43 pessoas incluindo 39 no chão.
- 1993 — Tanques bombardeiam o parlamento russo, enquanto manifestantes contra o presidente Yeltsin se manifestam do lado de fora.
- 2001 — O voo 1812 da Siberia Airlines cai após ser atingido por um míssil ucraniano errante. Setenta e oito pessoas morreram.[2]
- 2003 — O atentado suicida do restaurante Maxim em Israel mata vinte e um israelenses, judeus e árabes.
- 2004 — O SpaceShipOne ganha o Prêmio Ansari X por voo espacial financiado apenas por fundos privados.
- 2006 — A WikiLeaks é lançada.
- 2010 — O acidente na fábrica de Ajka na Hungria libera um milhão de metros cúbicos de lodo de alumina líquida, matando nove pessoas, ferindo 122 e contaminando gravemente dois grandes rios.
- 2017 — Forças Especiais Conjuntas Nigerino-Americanas são emboscadas por militantes do Estado Islâmico fora da vila de Tongo Tongo.
- 2020 — Após novo referendo, Nova Caledônia decide permanecer como território ultramarino da França.[3]

## Nascimentos

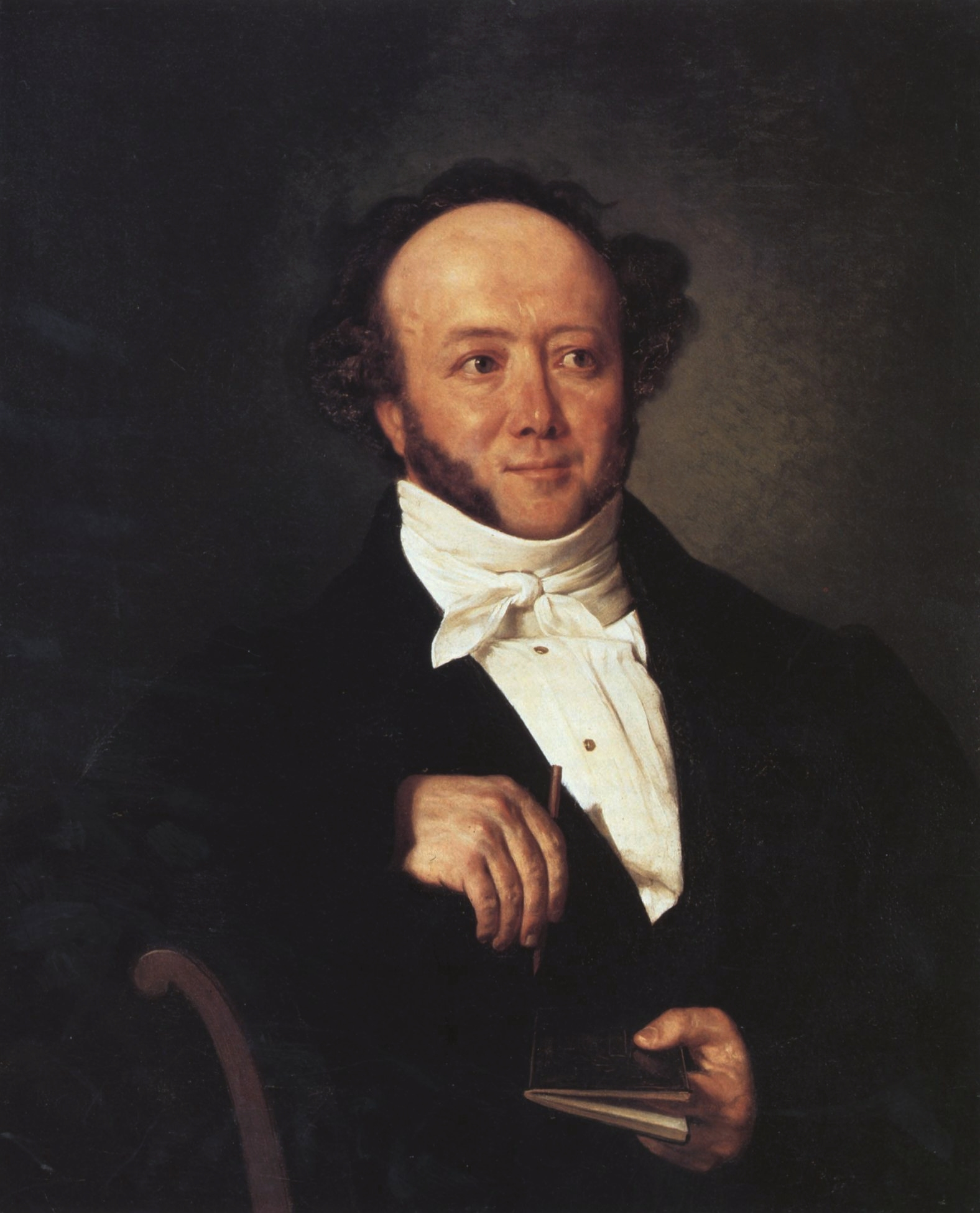
Jeremias Gotthelf

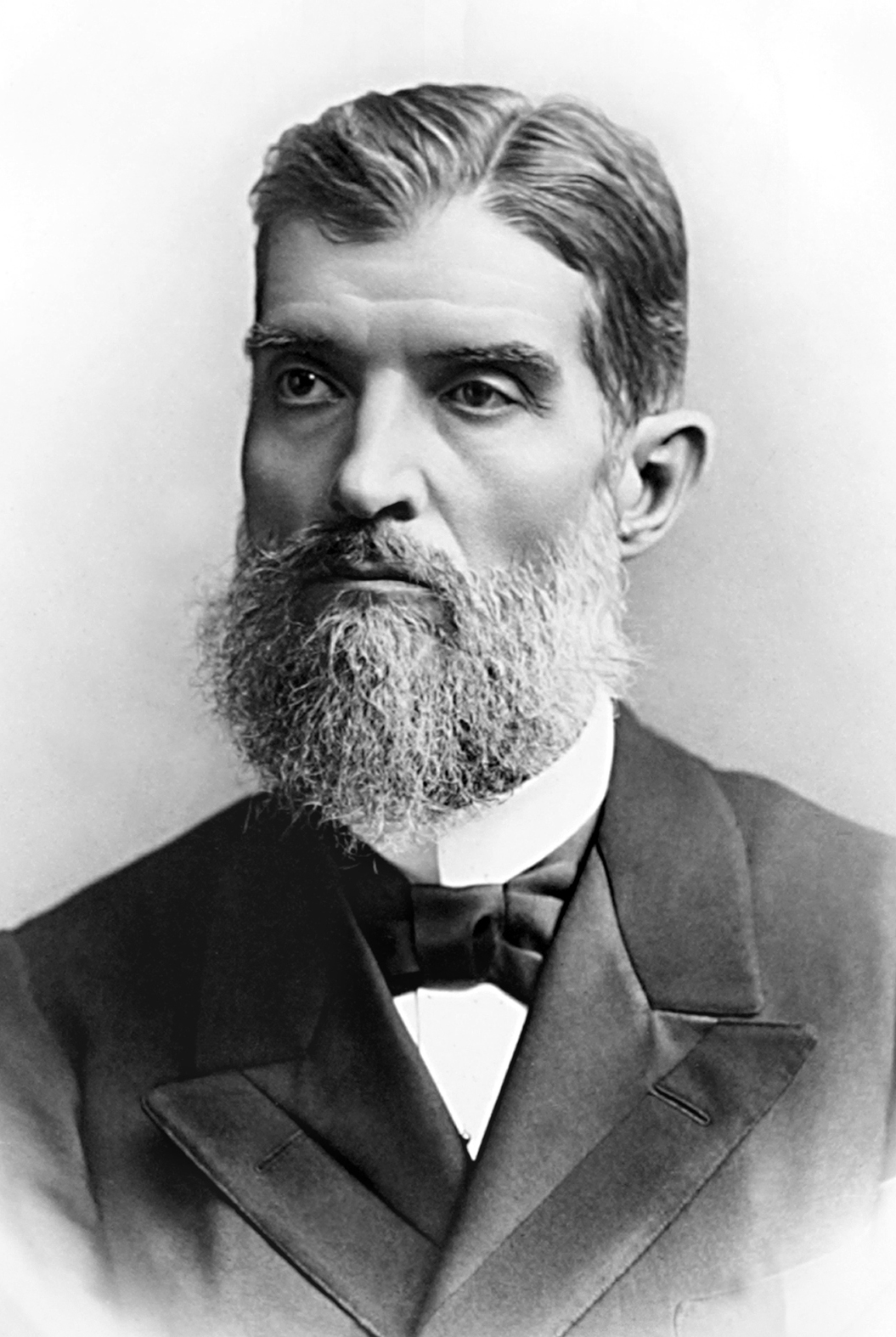
Prudente de Morais

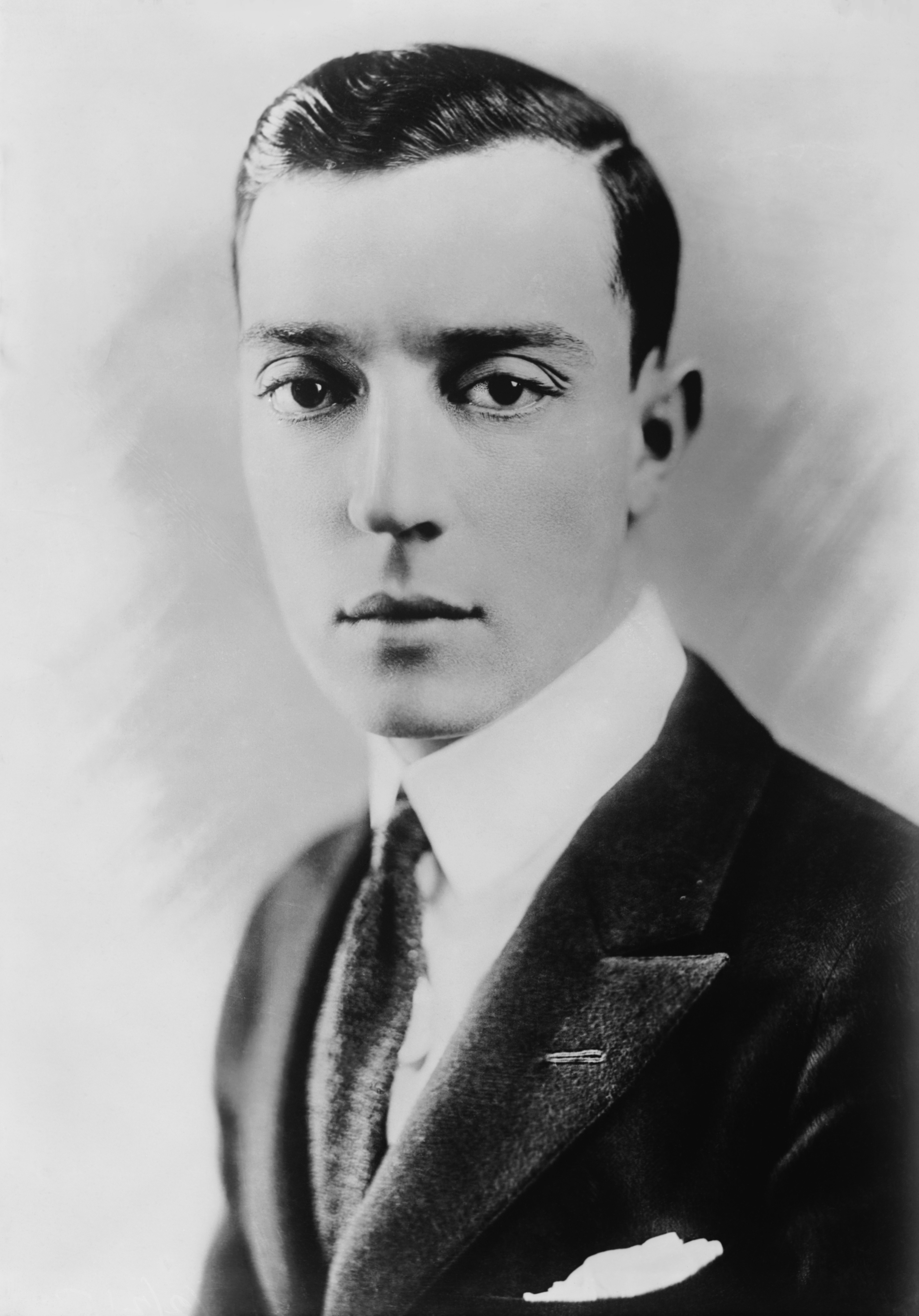
Buster Keaton

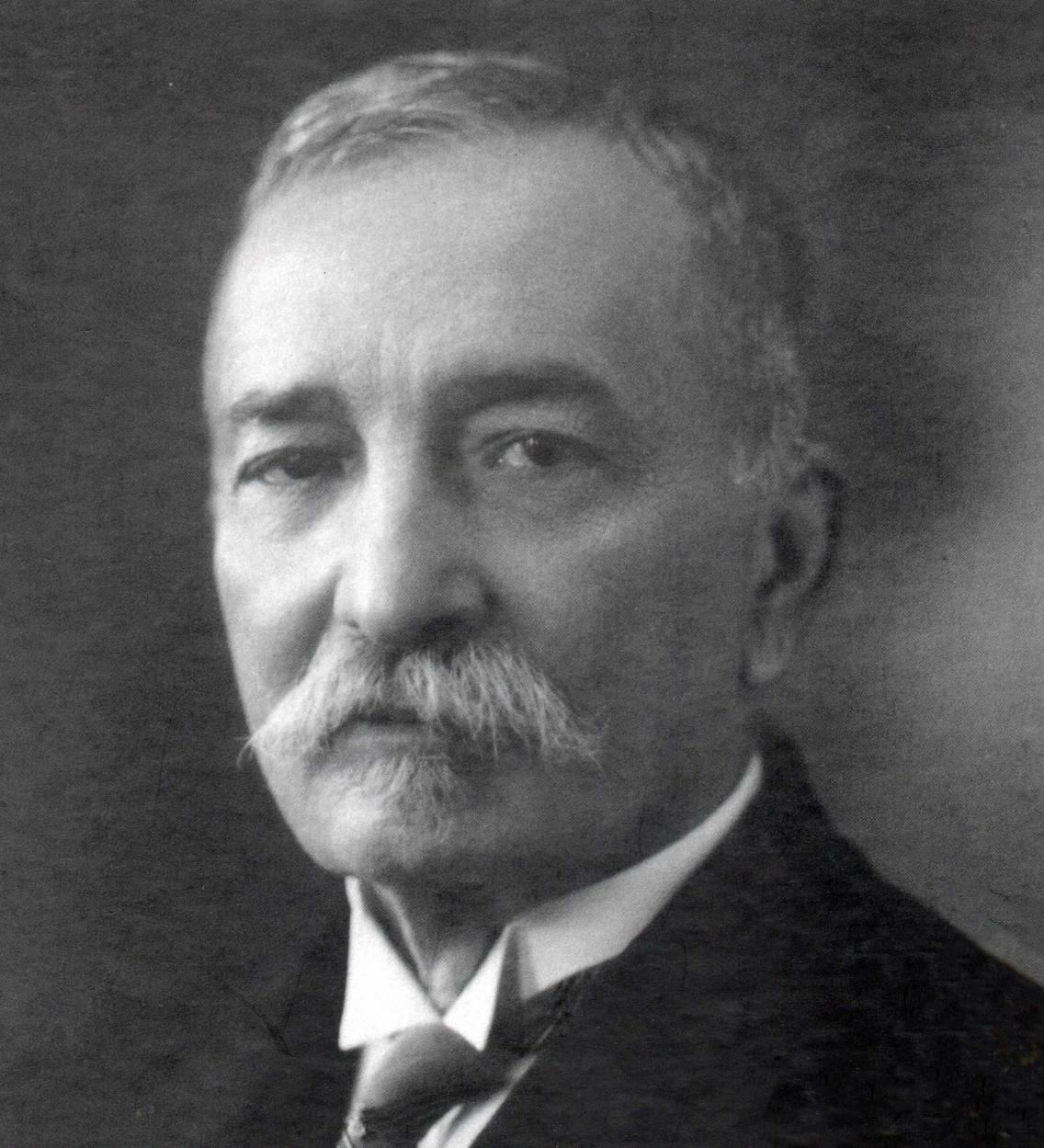
Clóvis Beviláqua

Assis Chateaubriand

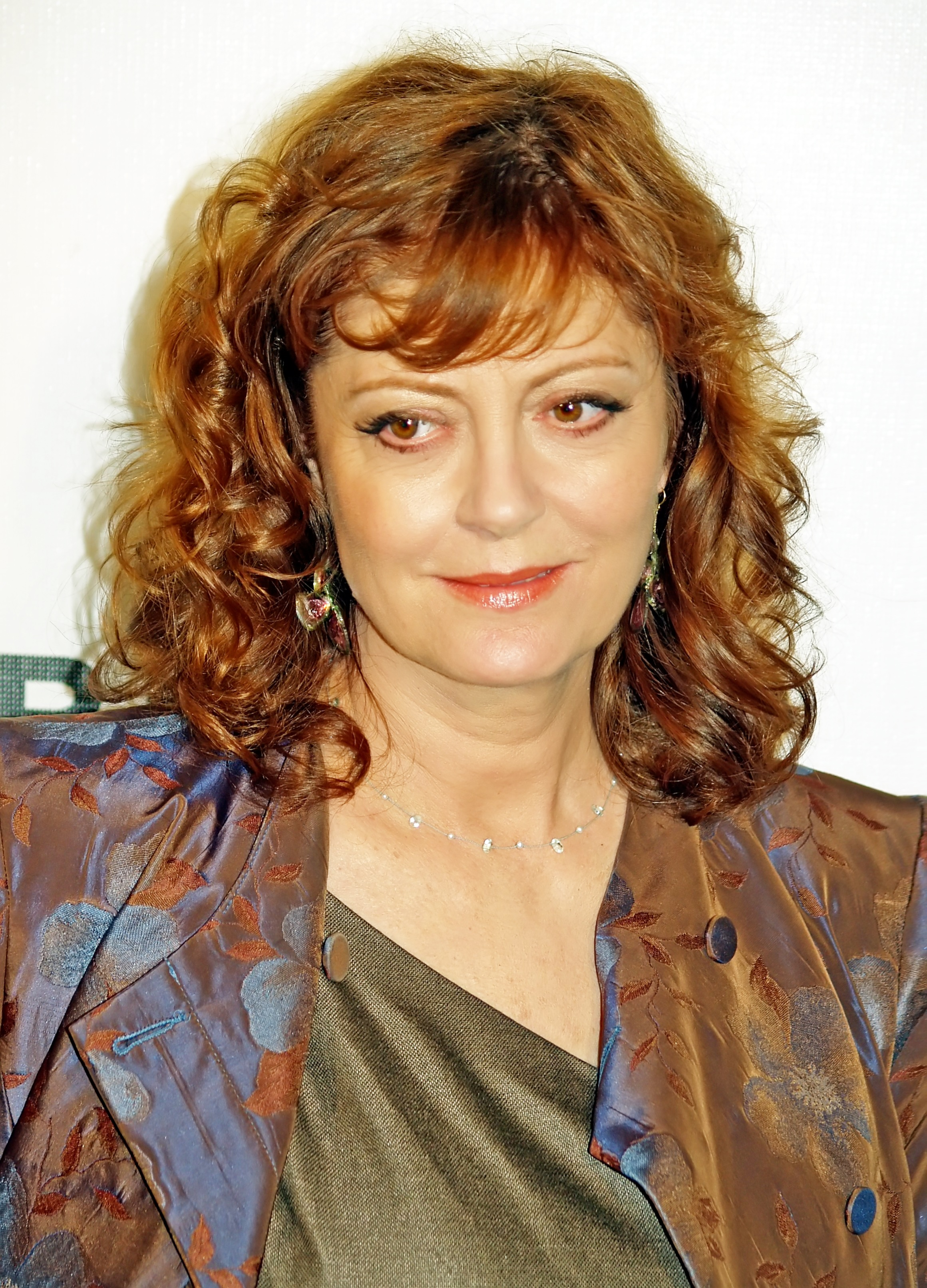
Susan Sarandon

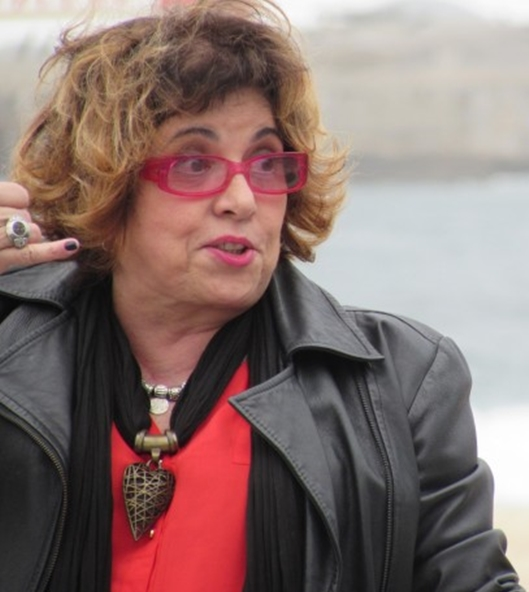
Lúcia Alves

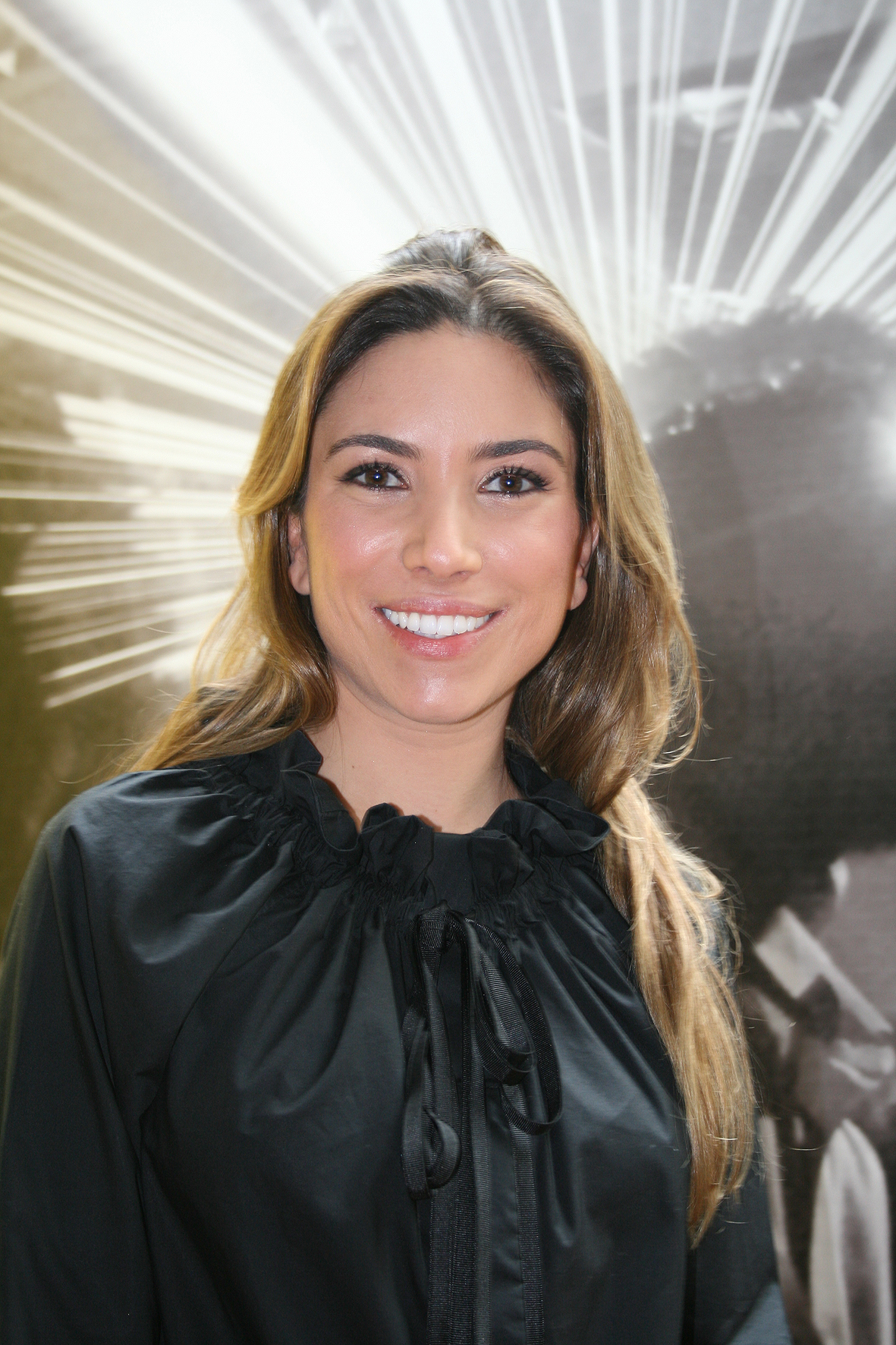
Patrícia Abravanel

### Anterior ao século XIX
- 1160 — Adela de França, condessa de Vexin (m. 1220).
- 1276 — Margarida de Brabante (m. 1311).
- 1289 — Luís X de França (m. 1316).
- 1515 — Lucas Cranach, o Jovem, pintor alemão (m. 1586).
- 1522 — Gabriele Paleotti, cardeal italiano (n. 1597).
- 1532 — Francisco de Toledo Herrera, cardeal espanhol (n. 1596).
- 1542 — Roberto Belarmino, arcebispo de Cápua (m. 1621).
- 1550 — Carlos IX da Suécia (m. 1611).
- 1585 — Ana de Tirol, imperatriz do Sacro Império Romano-Germânico (m. 1618).
- 1626 — Richard Cromwell, político inglês (m. 1712).
- 1657 — Francesco Solimena, pintor italiano (m. 1747).
- 1769 — Alexey Arakcheev, general e estadista russo (m. 1834).
- 1779 — Auguste de Saint-Hilaire, naturalista francês (m. 1853).
- 1787 — François Guizot, político francês (m. 1874).
- 1793 — Gustav Kunze, botânico e entomologista alemão (m. 1851).
- 1797 — Jeremias Gotthelf, escritor suíço (m. 1854).

### Século XIX
- 1802 — Adolphe Niel, general e estadista francês (m. 1869).
- 1808 — Giovanni Battista Pioda, político suíço (m. 1882).
- 1810 — Eliza McCardle Johnson, primeira-dama estadunidense (m. 1876).
- 1814 — Jean-François Millet, pintor francês (m. 1875).
- 1816 — Eugène Pottier, poeta e militante anarquista francês (m. 1887).
- 1822 — Rutherford B. Hayes, político estadunidense (m. 1893).
- 1826 — Augusta de Württemberg (m. 1898).
- 1836 — Juliette Adam, escritora francesa (m. 1936).
- 1840 — Viktor Knorre, astrônomo russo (m. 1919).
- 1841
  - Prudente de Morais, advogado e político brasileiro, 3.° presidente do Brasil (m. 1902).
  - Maria Sofia da Baviera (m. 1925).
- 1853 — Armando Palacio Valdés, escritor e crítico literário espanhol (m. 1938).
- 1857 — Francisco de Assis Rosa e Silva, político brasileiro (m. 1929).
- 1859 — Clóvis Beviláqua, jurista, legislador, filósofo e historiador brasileiro (m. 1944).
- 1860 — Sidney Paget, ilustrador britânico (m. 1908).
- 1868 — Marcelo Torcuato de Alvear, político argentino (m. 1942).
- 1870 — Hisashi Kimura, astrônomo japonês (m. 1943).
- 1881
  - André Salmon, poeta francês (m. 1969).
  - Walther von Brauchitsch, militar alemão (m. 1948).
- 1884 — Félix Gouin, político francês (m. 1977).
- 1886
  - Tomás Romero Pereira, político paraguaio (m. 1982).
  - Erich Fellgiebel, militar alemão (m. 1944).
- 1888 — Friedrich Olbricht, militar alemão (m. 1944).
- 1889 — John B. Kelly Sr., remador e empresário estadunidense (m. 1960).
- 1890
  - Alan L. Hart, médico, radiologista, pesquisador de tuberculose, escritor e romancista americano (m. 1962).
  - Benjamin Freedman, empresário estadunidense (m. 1984).
- 1891 — Assis Chateaubriand, jornalista e político brasileiro (m. 1968).
- 1892 — Engelbert Dollfuss, político austríaco (m. 1934).
- 1895 — Buster Keaton, ator, realizador, roteirista e produtor de cinema estadunidense (m. 1966).
- 1899 — Franz Jonas, político austríaco (m. 1974).

### Século XX

#### 1901–1950
- 1903 — Ernst Kaltenbrunner, militar austríaco (m. 1946).
- 1906 — Eitel Cantoni, automobilista uruguaio (m. 1997).
- 1907 — Alfredo Willemsens, futebolista brasileiro (m. ?).
- 1911 — Bas Paauwe, futebolista e treinador de futebol neerlandês (m. 1989).
- 1913
  - Martial Célestin, advogado e político haitiano (m. 2011).
  - H. W. Janson, historiador de arte norte-americano (m. 1982).
- 1916
  - Vitaly Ginzburg, físico russo (m. 2009).
  - Silas de Oliveira, compositor e sambista brasileiro (m. 1972).
  - Anton Rupert, empresário sul-africano (m. 2006).
- 1917
  - Violeta Parra, artista visual e folclorista chilena (m. 1967).
  - Luis Carniglia, futebolista e treinador de futebol argentino (m. 2001).
- 1918 — Ken'ichi Fukui, químico japonês (m. 1998).
- 1921 — Francisco Morales Bermúdez, político peruano (m. 2022).
- 1922 — Gianna Beretta Molla, médica italiana (m. 1962).
- 1923 — Charlton Heston, ator estadunidense (m. 2008).
- 1924 — Maurice Karnaugh, físico, cientista da computação e engenheiro de telecomunicações estadunidense (m. 2022).
- 1927
  - Eva Pawlik, patinadora artística austríaca (m. 1983).
  - Roberto Bussinello, automobilista italiano (m. 1999).
- 1928 — Bob Scott, automobilista estadunidense (m. 1954).
- 1929 — Scotty Beckett, ator norte-americano (m. 1968).
- 1931
  - Romeu Tuma, político brasileiro (m. 2010).
  - Richard Rorty, filósofo estadunidense (m. 2007).
- 1933 — Venâncio Mbande, músico moçambicano (m. 2015).
- 1934
  - Sérgio Henrique Ferreira, médico e farmacologista brasileiro (m. 2016).
  - Juan Figer, empresário uruguaio (m. 2021).
- 1935 — A. W. F. Edwards, geneticista e biólogo evolucionista britânico.
- 1936 — Christopher Alexander, arquiteto, urbanista e matemático austríaco (m. 2022).
- 1937 — Franz Vranitzky, político austríaco.
- 1938
  - Willi Schulz, ex-futebolista alemão.
  - Kurt Wüthrich, biofísico e químico suíço.
- 1939 — Hilton Acioli, compositor, cantor e músico brasileiro.
- 1940 — Silvio Marzolini, futebolista e treinador de futebol argentino (m. 2020).
- 1941
  - Anne Rice, escritora estadunidense (m. 2021).
  - Maria Armanda, fadista portuguesa.
  - Karl Oppitzhauser, ex-automobilista austríaco.
  - Herbert Pankau, ex-futebolista alemão.
- 1942 — Jóhanna Sigurðardóttir, política islandesa.
- 1943 — Owen Davidson, ex-tenista australiano (m. 2023).
- 1944
  - Rocío Dúrcal, cantora e atriz espanhola (m. 2006).
  - Eddie Gómez, baixista porto-riquenho.
  - Valeriy Porkujan, ex-futebolista e treinador de futebol ucraniano.
- 1945 — Clifton Davis, ator, cantor e compositor estadunidense.
- 1946 — Susan Sarandon, atriz estadunidense.
- 1947
  - Michael Brian Schiffer, arqueólogo canadense.
  - Jaime Leibovitch, ator e apresentador brasileiro.
- 1948
  - Lúcia Alves, atriz brasileira.
  - Rodolfo Sandoval, ex-futebolista uruguaio.
  - Gilson Ricardo, radialista brasileiro (m. 2023).
- 1949
  - Armand Assante, ator estadunidense.
  - Stephen Gyllenhaal, roteirista, diretor e produtor cinematográfico estadunidense.
  - Luis Sepúlveda, romancista, diretor, roteirista, jornalista e ativista político chileno (m. 2020).
  - Antonello Cuccureddu, ex-futebolista e treinador de futebol italiano.
  - Antônio Aiacyda, político brasileiro (m. 2020).
- 1950
  - Fernando Neves, ator e diretor teatral brasileiro.
  - Alan Rosenberg, ator norte-americano.

#### 1951–2000
- 1951 — Norbert Sattler, canoísta austríaco (m. 2023).
- 1953
  - Tchéky Karyo, ator e cantor francês.
  - Christopher Fairbanks, ator britânico.
  - Elisabetta Viviani, cantora e apresentadora de televisão italiana.
- 1955 — Jorge Valdano, ex-futebolista, treinador de futebol e dirigente esportivo argentino.
- 1956
  - Hans van Breukelen, ex-futebolista neerlandês.
  - Christoph Waltz, ator austríaco.
- 1957 — Bill Fagerbakke, ator, dublador e escritor norte-americano.
- 1958 — Ned Luke, ator e dublador norte-americano.
- 1959
  - Chris Lowe, músico britânico.
  - Patxi López, político espanhol.
- 1960
  - Antonio Palocci, político brasileiro.
  - Verônica Sabino, cantora brasileira.
  - Alastair Edward Henry Worsley, explorador e militar britânico (m. 2016).
  - Peter Holmberg, velejador virginense.
- 1961
  - Kazuki Takahashi, mangaká japonês (m. 2022).
  - Marquinhos de Oswaldo Cruz, cantor e compositor brasileiro.
  - Jon Secada, cantor e compositor cubano.
- 1962
  - José Couceiro, treinador de futebol português.
  - Ángel Pedraza, futebolista espanhol (m. 2011).
  - Juan Francisco Ordóñez, compositor e guitarrista dominicano.
- 1963 — Marcelo Buquet, ator uruguaio.
- 1964
  - Claudia Fontán, atriz argentina.
  - Colin Miller, ex-futebolista e treinador de futebol canadense.
- 1965
  - Micky Ward, ex-pugilista estadunidense.
  - Þorgerður Katrín Gunnarsdóttir, política islandesa.
- 1967 — Liev Schreiber, ator, diretor, produtor e roteirista norte-americano.
- 1968
  - Thompson Oliha, futebolista nigeriano (m. 2013).
  - Vidna Obmana, músico e compositor belga.
- 1969 — Gottsha, atriz e cantora brasileira.
- 1970
  - Wilfredo Alvarado, ex-futebolista venezuelano.
  - Zdravko Zdravkov, ex-futebolista búlgaro.
  - Elvis Martínez, ex-futebolista venezuelano.
- 1971
  - Carlos Tejas, ex-futebolista chileno.
  - Friderika Bayer, cantora húngara.
  - Toshiya Fujita, ex-futebolista japonês.
  - Pablo Trapero, cineasta argentino.
- 1974
  - Mafalda Arnauth, fadista portuguesa.
  - Paco León, ator, diretor e produtor de cinema espanhol.
- 1975
  - Cristiano Lucarelli, ex-futebolista e treinador de futebol italiano.
  - Vasilij Žbogar, velejador esloveno.
- 1976
  - Mauro Camoranesi, ex-futebolista e treinador de futebol ítalo-argentino.
  - Alicia Silverstone, atriz e modelo estadunidense.
  - Clarisse Machanguana, ex-basquetebolista moçambicana.
  - Amr Fahim, ex-futebolista egípcio.
  - Claudisabel, cantora portuguesa (m. 2022).
- 1977
  - Patrícia Abravanel, apresentadora de televisão brasileira.
  - Najat Vallaud-Belkacem, política francesa.
- 1978
  - Phillip Glasser, ator estadunidense.
  - Dana Davis, atriz estadunidense.
  - Vladimir Geronimo, ex-basquetebolista angolano.
  - Garrett Camp, empresário canadense.
- 1979
  - Rachael Leigh Cook, atriz estadunidense.
  - Caitriona Balfe, atriz e modelo irlandesa.
  - Björn Phau, ex-tenista alemão.
- 1980
  - Mellisa Hollingsworth, piloto de skeleton canadense.
  - Sarah Fisher, ex-automobilista estadunidense.
  - Tomáš Rosický, ex-futebolista tcheco.
  - Joseph Patrick Kennedy III, advogado e político estadunidense.
- 1981 — Daniel Lissing, ator australiano.
- 1983
  - Michael Barrantes, futebolista costarriquenho.
  - Vicky Krieps, atriz luxemburguesa.
  - Ai Maeda, atriz, dubladora, cantora e modelo japonesa.
- 1984
  - Lena Katina, atriz e cantora russa.
  - Álvaro Parente, automobilista português.
  - Fábio Ferreira, ex-futebolista brasileiro.
  - Alexis Davis, lutador estadunidense de artes marciais mistas.
- 1985
  - Zhang Dan, ex-patinadora artística chinesa.
  - Shontelle, cantora barbadiana.
  - Saulo Arcoverde, ator brasileiro.
- 1986 — Sara Forestier, atriz francesa.
- 1987
  - Suelen Pinto, voleibolista brasileira.
  - Ribair Rodríguez, ex-futebolista uruguaio.
- 1988
  - Derrick Rose, basquetebolista estadunidense.
  - Magdaléna Rybáriková, ex-tenista tcheca.
  - Melissa Benoist, atriz e cantora estadunidense.
  - Caner Erkin, futebolista turco.
- 1989
  - Kimmie Meissner, patinadora estadunidense.
  - Dakota Johnson, atriz e modelo estadunidense.
  - Rambé, futebolista cabo-verdiano.
- 1990 — Wellington Rocha, ex-futebolista brasileiro-timorense.
- 1991
  - Leigh-Anne Pinnock, cantora, dançarina e compositora britânica.
  - Rustam Orujov, judoca azeri.
- 1992 — Khagendra Thapa Magar, homem mais baixo do mundo até a data de sua morte (m. 2020).
- 1993
  - Allan Banegas, futebolista hondurenho.
  - Atthaphan Phunsawat, ator e apresentador tailandês.
  - Marquinhos Pedroso, futebolista brasileiro.
  - Mayra, cantora brasileira ex-integrante da dupla College 11.
- 1994 — Markus Hoelgaard, ciclista norueguês.
- 1996
  - Ryan Lee, ator estadunidense.
  - Ella Balinska, atriz britânica.
  - Felipe Carballo, futebolista uruguaio.
- 1997
  - Emily Overholt, nadadora neerlandesa.
  - Yuju, cantora e dançarina sul-coreana.
  - Nikola Vlašić, futebolista croata.
- 1998
  - Mykola Shaparenko, futebolista ucraniano.
  - Moussa Wagué, futebolista senegalês.
- 1999 — Catarina Macario, futebolista americana-brasileira.
- 2000 — Ayumu Sasaki, motociclista japonês.

### Século XXI
- 2003 — Samuel Iling-Junior, futebolista britânico.
- 2005 — Emanuel da Bélgica

## Mortes

### Anterior ao século XIX
- 1489 — Wessel Gansfort, teólogo e humanista neerlandês (n. 1419).
- 1582 — Teresa de Ávila, freira e santa espanhola (n. 1515).
- 1497 — João, Príncipe das Astúrias (n. 1478).
- 1669 — Rembrandt, pintor neerlandês (n. 1606).
- 1743 — John Campbell, 2º Duque de Argyll (n. 1680).
- 1747 — Amaro Pargo, corsário e comerciante espanhol (n. 1678).

### Século XIX
- 1851 — Manuel de Godoy, diplomata e militar espanhol (n. 1767).
- 1859 — Karl Baedeker, editor alemão (n. 1801).
- 1879 — Manuel Luís Osório, militar brasileiro (n. 1808).

### Século XX
- 1904 — Frédéric Auguste Bartholdi, escultor francês (n. 1834).
- 1907 — Alfredo Keil, arqueólogo e colecionador de arte português (n. 1854).
- 1918 — Józef Engling, religioso católico alemão (n. 1898).
- 1935
  - Jean Béraud, pintor francês (n. 1849).
  - Reinaldo Ferreira, jornalista português (n. 1897).
- 1947 — Max Planck, físico alemão (n. 1858).
- 1955 — Alexander Papagos, político grego (n. 1883).
- 1966 — Heitor dos Prazeres, cantor, compositor e pintor brasileiro (n. 1898).
- 1970 — Janis Joplin, cantora estadunidense (n. 1943).
- 1978 — Roy L. Dennis, adolescente americano que tinha displasia craniodiafisária (n. 1961).
- 1980 — László Szollás, patinador artístico húngaro (n. 1907).
- 1982
  - Glenn Gould, maestro e pianista canadense (n. 1932).
  - Stéfanos Stefanópulos, político grego (n. 1898).
- 1989 — Graham Chapman, ator e escritor britânico (n. 1941).
- 1992 — Denny Hulme, automobilista neozelandês (n. 1936).
- 1997 — Otto Ernst Remer, general alemão (n. 1912).
- 2000 — Michael Smith, químico canadense (n. 1932).

### Século XXI
- 2003 — José Carlos Martinez, político brasileiro (n. 1948).
- 2005 — Mike Gibbins, instrumentista britânico (n. 1949).
- 2009
  - Mercedes Sosa, cantora argentina (n. 1935).
  - Veikko Huovinen, escritor finlandês (n. 1927).
- 2010 — Seu Nenê, sambista brasileiro (n. 1921).
- 2014
  - Hugo Carvana, ator e cineasta brasileiro (n. 1937).
  - Rodrigo Menezes, ator português (n. 1974).
  - Fyodor Cherenkov, futebolista russo (n. 1959).
  - Jean Claude Duvalier, político haitiano (n. 1951).
- 2024 — Emiliano Queiroz, ator brasileiro (n. 1936).

## Feriados e eventos cíclicos

### Mundial
- Dia Mundial dos Animais
- Dia Mundial da Natureza

### Brasil
- Feriado em Paulo Afonso, Bahia - Dia de São Francisco de Assis, padroeiro da cidade
- Feriado em São Francisco de Assis (Rio Grande do Sul) - Dia de São Francisco de Assis, padroeiro da cidade
- Feriado em Ariquemes, Rondônia - Dia de São Francisco de Assis, padroeiro da cidade
- Feriado em Ilha Solteira, São Paulo - Dia de São Francisco de Assis, padroeiro da cidade
- Feriado em Canindé, Ceará - Dia de São Francisco das Chagas, padroeiro da cidade
- Feriado em Taubaté, São Paulo - Dia de São Francisco de Assis, padroeiro da cidade
- Feriado em Lagoa Nova, Rio Grande do Norte - Dia de São Francisco de Assis, padroeiro da cidade
- Feriado em Penápolis, São Paulo - Dia de São Francisco de Assis, padroeiro da cidade
- Feriado em Açailândia, Maranhão - Dia de São Francisco de Assis, padroeiro da cidade
- Feriado em Engenheiro Paulo de Frontin - Aniversário da cidade
- Feriado em Catingueira, Paraíba - Aniversário da cidade
- Feriado em Umuarama, Paraná - Dia de São Francisco de Assis, padroeiro da cidade
- Feriado em Santa Luzia do Paruá - MA, aniversário da cidade
- Feriado em Chopinzinho, Paraná - Dia de São Francisco de Assis, padroeiro da cidade.
- Dia Nacional do Agente Comunitário de Saúde
- Dia Nacional do Agente de Segurança Socioeducativo[4]

### Cristianismo
- Francisco de Assis
- Hieroteu, o Tesmóteta
- Petrônio de Bolonha

## Outros calendários
- No calendário romano era o 4.º dia (IV) antes das nonas de outubro.
- No calendário litúrgico tem a letra dominical D para o dia da semana.
- No calendário gregoriano a epacta do dia é xix.